# I’m No Hero
Az I’m No Hero című album Cliff Richard brit énekes 43. szólóalbuma. Alan Tarney volt a lemez producere, amelyet 1980. május–június folyamán rögzítettek a Riverside Stúdióban. A lemez Tarney „bűvészmutatványa” volt, hiszen közreműködött a készítésében, mint session basszusgitáros, dalszerző, felügyelte az egész projektet és a legtöbb dalban ő maga is közreműködött.
Két emlékezetes sikerdal a lemezről a Dreamin' és az A Little In Love. A Dreaming-et, amely Top 10 kislemez is lett, Tarney és a 70-es évek popsztárja, Leo Sayer írta. Ez egy briliáns dal, nagyszerű kórussal és Cliff Richard szenvedélyesen fájdalmas előadásával.
A Little In Love című dal lezserebb, de ugyanúgy élvezhető dal.
A Take Another Look és az In the Night című dalok szintén a slágerlista élére kerültek. Richard és Tarney kiszélesítette a pop műfaját az I’m No Hero című dalban (egy kis rockabilly, ska és egy kis újhullám stílussal fűszerezve). Az A Heart Will Break című dal pedig egy ballada.
A lemez a negyedik helyen végzett a brit slágerlistán és aranylemez lett. Amerikában is kiadták. Az angol kiadású CD tartalmazza a Dynamite és a Keep On Looking című dalokat is.

## Dalok listája
A-oldal
| #  | Cím                    | Szövegíró                 | Hossz |
| -- | ---------------------- | ------------------------- | ----- |
| 1. | Take Another Look      | Alan Tarney               | 4:11  |
| 2. | Anything I Can Do      | Alan Tarney               | 4:01  |
| 3. | A Little in Love       | Alan Tarney               | 3:42  |
| 4. | Here (So Doggone Blue) | Alan Tarney               | 3:50  |
| 5. | Give a Little Bit More | Andy Hill, Jonathan Hodge | 3:35  |

B-oldal
| #  | Cím                | Szövegíró                   | Hossz |
| -- | ------------------ | --------------------------- | ----- |
| 1. | In the Night       | Rod Bowkett                 | 3:48  |
| 2. | I'm No Hero        | Trevor Spencer, Alan Tarney | 3:25  |
| 3. | Dreamin'           | Leo Sayer, Alan Tarney      | 3:40  |
| 4. | A Heart Will Break | Trevor Spencer, Alan Tarney | 3:59  |
| 5. | Everyman           | Alan Tarney                 | 4:11  |

Bónusz dalok (2001-es kiadás):
| #  | Cím             | Szövegíró   | Hossz |
| -- | --------------- | ----------- | ----- |
| 1. | Dynamite        | Ian Samwell | 3:12  |
| 2. | Keep on Looking | Alan Tarney | 3:40  |

## Közreműködők
- Cliff Richard (vokál, ének)
- Michael Boddicker (szintetizátor)
- Nick Glennie-Smith (szintetizátor)
- Ashley Howe (hangmérnök)
- Trevor Spencer (dobok)
- Alan Tarney (basszusgitár, rendező, producer)
- Keith Bessey (Digital Remastering)
- John Dent (Mastering)
- Nigel Goodall (Liner Notes, Discography)

## Helyezések
| Megjelenés dátuma | Kislemez címe          | Kislemez címe          | Kislemez címe          | Kislemez címe          | Kislemez címe          | Kislemez címe          | Kislemez címe          | Kislemez címe          | Kislemez címe          | Kislemez címe          | Kislemez címe          | Kislemez címe          | Kislemez címe          | Kislemez címe          | Kislemez címe          | Kislemez címe          | Kislemez címe          | Kislemez címe          | Kislemez címe          | Kislemez címe          | Kislemez címe          | Kislemez címe          | Kislemez címe          | Kislemez címe          | Kislemez címe          | Kislemez címe          | Kislemez címe          | Kislemez címe          | Kislemez címe          | Kislemez címe          | Kislemez címe          | Kislemez címe          | Kislemez címe          | Kislemez címe          | Kislemez címe          | Kislemez címe          | Kislemez címe          | Kislemez címe          | Kislemez címe          | Kislemez címe          | Kislemez címe          | Kislemez címe          | Kislemez címe          | Kislemez címe          | Kislemez címe          | Kislemez címe          | Kislemez címe          | Kislemez címe          | Kislemez címe          | Kislemez címe          | Kislemez címe          | Kislemez címe          | Kislemez címe          | Kislemez címe          | Kislemez címe          | Kislemez címe          | Kislemez címe          | Kislemez címe          | Kislemez címe          | Kislemez címe          | Kislemez címe          | Kislemez címe          | Kislemez címe          | Kislemez címe          | Kislemez címe          | Kislemez címe          | Kislemez címe          | Kislemez címe          | Kislemez címe          | Kislemez címe          | Kislemez címe          | Kislemez címe          | Kislemez címe          | Kislemez címe          | Kislemez címe          | Kislemez címe          | Kislemez címe          | Kislemez címe          | Kislemez címe          | Kislemez címe          | Kislemez címe          | Kislemez címe          | Kislemez címe          | Kislemez címe          | Kislemez címe          | Kislemez címe          | Kislemez címe          | Kislemez címe          | Kislemez címe          | Kislemez címe          | Kislemez címe          | Kislemez címe          | Kislemez címe          | Kislemez címe          | Kislemez címe          | Kislemez címe          | Kislemez címe          | Kislemez címe          | Kislemez címe          | Kislemez címe          | Kislemez címe          | Kislemez címe          | Kislemez címe          | Kislemez címe          | Kislemez címe          | Kislemez címe          | Kislemez címe          | Kislemez címe          | Kislemez címe          | Kislemez címe          | Kislemez címe          | Kislemez címe          | Kislemez címe          | Kislemez címe          | Kislemez címe          | Kislemez címe          | Kislemez címe          | Kislemez címe          | Kislemez címe          | Kislemez címe          | Kislemez címe          | Kislemez címe          | Kislemez címe          | Kislemez címe          | Kislemez címe          | Kislemez címe          | Kislemez címe          | Kislemez címe          | Kislemez címe          | Kislemez címe          | Kislemez címe          | Kislemez címe          | Kislemez címe          | Kislemez címe          | Kislemez címe          | UK Helyezések  | USA Helyezések | Ausztrália Helyezések | Írország Helyezések |
| ----------------- | ---------------------- | ---------------------- | ---------------------- | ---------------------- | ---------------------- | ---------------------- | ---------------------- | ---------------------- | ---------------------- | ---------------------- | ---------------------- | ---------------------- | ---------------------- | ---------------------- | ---------------------- | ---------------------- | ---------------------- | ---------------------- | ---------------------- | ---------------------- | ---------------------- | ---------------------- | ---------------------- | ---------------------- | ---------------------- | ---------------------- | ---------------------- | ---------------------- | ---------------------- | ---------------------- | ---------------------- | ---------------------- | ---------------------- | ---------------------- | ---------------------- | ---------------------- | ---------------------- | ---------------------- | ---------------------- | ---------------------- | ---------------------- | ---------------------- | ---------------------- | ---------------------- | ---------------------- | ---------------------- | ---------------------- | ---------------------- | ---------------------- | ---------------------- | ---------------------- | ---------------------- | ---------------------- | ---------------------- | ---------------------- | ---------------------- | ---------------------- | ---------------------- | ---------------------- | ---------------------- | ---------------------- | ---------------------- | ---------------------- | ---------------------- | ---------------------- | ---------------------- | ---------------------- | ---------------------- | ---------------------- | ---------------------- | ---------------------- | ---------------------- | ---------------------- | ---------------------- | ---------------------- | ---------------------- | ---------------------- | ---------------------- | ---------------------- | ---------------------- | ---------------------- | ---------------------- | ---------------------- | ---------------------- | ---------------------- | ---------------------- | ---------------------- | ---------------------- | ---------------------- | ---------------------- | ---------------------- | ---------------------- | ---------------------- | ---------------------- | ---------------------- | ---------------------- | ---------------------- | ---------------------- | ---------------------- | ---------------------- | ---------------------- | ---------------------- | ---------------------- | ---------------------- | ---------------------- | ---------------------- | ---------------------- | ---------------------- | ---------------------- | ---------------------- | ---------------------- | ---------------------- | ---------------------- | ---------------------- | ---------------------- | ---------------------- | ---------------------- | ---------------------- | ---------------------- | ---------------------- | ---------------------- | ---------------------- | ---------------------- | ---------------------- | ---------------------- | ---------------------- | ---------------------- | ---------------------- | ---------------------- | ---------------------- | ---------------------- | ---------------------- | ---------------------- | ---------------------- | ---------------------- | -------------- | -------------- | --------------------- | ------------------- |
| 1980. augusztus   | Dreamin'               | Dreamin'               | Dreamin'               | Dreamin'               | Dreamin'               | Dreamin'               | Dreamin'               | Dreamin'               | Dreamin'               | Dreamin'               | Dreamin'               | Dreamin'               | Dreamin'               | Dreamin'               | Dreamin'               | Dreamin'               | Dreamin'               | Dreamin'               | Dreamin'               | Dreamin'               | Dreamin'               | Dreamin'               | Dreamin'               | Dreamin'               | Dreamin'               | Dreamin'               | Dreamin'               | Dreamin'               | Dreamin'               | Dreamin'               | Dreamin'               | Dreamin'               | Dreamin'               | Dreamin'               | Dreamin'               | Dreamin'               | Dreamin'               | Dreamin'               | Dreamin'               | Dreamin'               | Dreamin'               | Dreamin'               | Dreamin'               | Dreamin'               | Dreamin'               | Dreamin'               | Dreamin'               | Dreamin'               | Dreamin'               | Dreamin'               | Dreamin'               | Dreamin'               | Dreamin'               | Dreamin'               | Dreamin'               | Dreamin'               | Dreamin'               | Dreamin'               | Dreamin'               | Dreamin'               | Dreamin'               | Dreamin'               | Dreamin'               | Dreamin'               | Dreamin'               | Dreamin'               | Dreamin'               | Dreamin'               | Dreamin'               | Dreamin'               | Dreamin'               | Dreamin'               | Dreamin'               | Dreamin'               | Dreamin'               | Dreamin'               | Dreamin'               | Dreamin'               | Dreamin'               | Dreamin'               | Dreamin'               | Dreamin'               | Dreamin'               | Dreamin'               | Dreamin'               | Dreamin'               | Dreamin'               | Dreamin'               | Dreamin'               | Dreamin'               | Dreamin'               | Dreamin'               | Dreamin'               | Dreamin'               | Dreamin'               | Dreamin'               | Dreamin'               | Dreamin'               | Dreamin'               | Dreamin'               | Dreamin'               | Dreamin'               | Dreamin'               | Dreamin'               | Dreamin'               | Dreamin'               | Dreamin'               | Dreamin'               | Dreamin'               | Dreamin'               | Dreamin'               | Dreamin'               | Dreamin'               | Dreamin'               | Dreamin'               | Dreamin'               | Dreamin'               | Dreamin'               | Dreamin'               | Dreamin'               | Dreamin'               | Dreamin'               | Dreamin'               | Dreamin'               | Dreamin'               | Dreamin'               | Dreamin'               | Dreamin'               | Dreamin'               | Dreamin'               | Dreamin'               | Dreamin'               | Dreamin'               | Dreamin'               | Dreamin'               | 8              | 10             | 4                     | 9                   |
| 1981. január      | A Little in Love       | A Little in Love       | A Little in Love       | A Little in Love       | A Little in Love       | A Little in Love       | A Little in Love       | A Little in Love       | A Little in Love       | A Little in Love       | A Little in Love       | A Little in Love       | A Little in Love       | A Little in Love       | A Little in Love       | A Little in Love       | A Little in Love       | A Little in Love       | A Little in Love       | A Little in Love       | A Little in Love       | A Little in Love       | A Little in Love       | A Little in Love       | A Little in Love       | A Little in Love       | A Little in Love       | A Little in Love       | A Little in Love       | A Little in Love       | A Little in Love       | A Little in Love       | A Little in Love       | A Little in Love       | A Little in Love       | A Little in Love       | A Little in Love       | A Little in Love       | A Little in Love       | A Little in Love       | A Little in Love       | A Little in Love       | A Little in Love       | A Little in Love       | A Little in Love       | A Little in Love       | A Little in Love       | A Little in Love       | A Little in Love       | A Little in Love       | A Little in Love       | A Little in Love       | A Little in Love       | A Little in Love       | A Little in Love       | A Little in Love       | A Little in Love       | A Little in Love       | A Little in Love       | A Little in Love       | A Little in Love       | A Little in Love       | A Little in Love       | A Little in Love       | A Little in Love       | A Little in Love       | A Little in Love       | A Little in Love       | A Little in Love       | A Little in Love       | A Little in Love       | A Little in Love       | A Little in Love       | A Little in Love       | A Little in Love       | A Little in Love       | A Little in Love       | A Little in Love       | A Little in Love       | A Little in Love       | A Little in Love       | A Little in Love       | A Little in Love       | A Little in Love       | A Little in Love       | A Little in Love       | A Little in Love       | A Little in Love       | A Little in Love       | A Little in Love       | A Little in Love       | A Little in Love       | A Little in Love       | A Little in Love       | A Little in Love       | A Little in Love       | A Little in Love       | A Little in Love       | A Little in Love       | A Little in Love       | A Little in Love       | A Little in Love       | A Little in Love       | A Little in Love       | A Little in Love       | A Little in Love       | A Little in Love       | A Little in Love       | A Little in Love       | A Little in Love       | A Little in Love       | A Little in Love       | A Little in Love       | A Little in Love       | A Little in Love       | A Little in Love       | A Little in Love       | A Little in Love       | A Little in Love       | A Little in Love       | A Little in Love       | A Little in Love       | A Little in Love       | A Little in Love       | A Little in Love       | A Little in Love       | A Little in Love       | A Little in Love       | A Little in Love       | A Little in Love       | A Little in Love       | A Little in Love       | A Little in Love       | A Little in Love       | A Little in Love       | 15             | 17             | 66                    | 16                  |
| 1981. május       | Give a Little Bit More | Give a Little Bit More | Give a Little Bit More | Give a Little Bit More | Give a Little Bit More | Give a Little Bit More | Give a Little Bit More | Give a Little Bit More | Give a Little Bit More | Give a Little Bit More | Give a Little Bit More | Give a Little Bit More | Give a Little Bit More | Give a Little Bit More | Give a Little Bit More | Give a Little Bit More | Give a Little Bit More | Give a Little Bit More | Give a Little Bit More | Give a Little Bit More | Give a Little Bit More | Give a Little Bit More | Give a Little Bit More | Give a Little Bit More | Give a Little Bit More | Give a Little Bit More | Give a Little Bit More | Give a Little Bit More | Give a Little Bit More | Give a Little Bit More | Give a Little Bit More | Give a Little Bit More | Give a Little Bit More | Give a Little Bit More | Give a Little Bit More | Give a Little Bit More | Give a Little Bit More | Give a Little Bit More | Give a Little Bit More | Give a Little Bit More | Give a Little Bit More | Give a Little Bit More | Give a Little Bit More | Give a Little Bit More | Give a Little Bit More | Give a Little Bit More | Give a Little Bit More | Give a Little Bit More | Give a Little Bit More | Give a Little Bit More | Give a Little Bit More | Give a Little Bit More | Give a Little Bit More | Give a Little Bit More | Give a Little Bit More | Give a Little Bit More | Give a Little Bit More | Give a Little Bit More | Give a Little Bit More | Give a Little Bit More | Give a Little Bit More | Give a Little Bit More | Give a Little Bit More | Give a Little Bit More | Give a Little Bit More | Give a Little Bit More | Give a Little Bit More | Give a Little Bit More | Give a Little Bit More | Give a Little Bit More | Give a Little Bit More | Give a Little Bit More | Give a Little Bit More | Give a Little Bit More | Give a Little Bit More | Give a Little Bit More | Give a Little Bit More | Give a Little Bit More | Give a Little Bit More | Give a Little Bit More | Give a Little Bit More | Give a Little Bit More | Give a Little Bit More | Give a Little Bit More | Give a Little Bit More | Give a Little Bit More | Give a Little Bit More | Give a Little Bit More | Give a Little Bit More | Give a Little Bit More | Give a Little Bit More | Give a Little Bit More | Give a Little Bit More | Give a Little Bit More | Give a Little Bit More | Give a Little Bit More | Give a Little Bit More | Give a Little Bit More | Give a Little Bit More | Give a Little Bit More | Give a Little Bit More | Give a Little Bit More | Give a Little Bit More | Give a Little Bit More | Give a Little Bit More | Give a Little Bit More | Give a Little Bit More | Give a Little Bit More | Give a Little Bit More | Give a Little Bit More | Give a Little Bit More | Give a Little Bit More | Give a Little Bit More | Give a Little Bit More | Give a Little Bit More | Give a Little Bit More | Give a Little Bit More | Give a Little Bit More | Give a Little Bit More | Give a Little Bit More | Give a Little Bit More | Give a Little Bit More | Give a Little Bit More | Give a Little Bit More | Give a Little Bit More | Give a Little Bit More | Give a Little Bit More | Give a Little Bit More | Give a Little Bit More | Give a Little Bit More | Give a Little Bit More | Give a Little Bit More | Give a Little Bit More | Give a Little Bit More | Give a Little Bit More | nem jelent meg | 41             |                       | *                   |
| Megjelenés dátuma | Album címe             | Album címe             | Album címe             | Album címe             | Album címe             | Album címe             | Album címe             | Album címe             | Album címe             | Album címe             | Album címe             | Album címe             | Album címe             | Album címe             | Album címe             | Album címe             | Album címe             | Album címe             | Album címe             | Album címe             | Album címe             | Album címe             | Album címe             | Album címe             | Album címe             | Album címe             | Album címe             | Album címe             | Album címe             | Album címe             | Album címe             | Album címe             | Album címe             | Album címe             | Album címe             | Album címe             | Album címe             | Album címe             | Album címe             | Album címe             | Album címe             | Album címe             | Album címe             | Album címe             | Album címe             | Album címe             | Album címe             | Album címe             | Album címe             | Album címe             | Album címe             | Album címe             | Album címe             | Album címe             | Album címe             | Album címe             | Album címe             | Album címe             | Album címe             | Album címe             | Album címe             | Album címe             | Album címe             | Album címe             | Album címe             | Album címe             | Album címe             | Album címe             | Album címe             | Album címe             | Album címe             | Album címe             | Album címe             | Album címe             | Album címe             | Album címe             | Album címe             | Album címe             | Album címe             | Album címe             | Album címe             | Album címe             | Album címe             | Album címe             | Album címe             | Album címe             | Album címe             | Album címe             | Album címe             | Album címe             | Album címe             | Album címe             | Album címe             | Album címe             | Album címe             | Album címe             | Album címe             | Album címe             | Album címe             | Album címe             | Album címe             | Album címe             | Album címe             | Album címe             | Album címe             | Album címe             | Album címe             | Album címe             | Album címe             | Album címe             | Album címe             | Album címe             | Album címe             | Album címe             | Album címe             | Album címe             | Album címe             | Album címe             | Album címe             | Album címe             | Album címe             | Album címe             | Album címe             | Album címe             | Album címe             | Album címe             | Album címe             | Album címe             | Album címe             | Album címe             | Album címe             | Album címe             | Album címe             | Album címe             | Album címe             | UK Helyezés    | USA Helyezés   |                       |                     |
| 1980. szeptember  | I'm No Hero            | I'm No Hero            | I'm No Hero            | I'm No Hero            | I'm No Hero            | I'm No Hero            | I'm No Hero            | I'm No Hero            | I'm No Hero            | I'm No Hero            | I'm No Hero            | I'm No Hero            | I'm No Hero            | I'm No Hero            | I'm No Hero            | I'm No Hero            | I'm No Hero            | I'm No Hero            | I'm No Hero            | I'm No Hero            | I'm No Hero            | I'm No Hero            | I'm No Hero            | I'm No Hero            | I'm No Hero            | I'm No Hero            | I'm No Hero            | I'm No Hero            | I'm No Hero            | I'm No Hero            | I'm No Hero            | I'm No Hero            | I'm No Hero            | I'm No Hero            | I'm No Hero            | I'm No Hero            | I'm No Hero            | I'm No Hero            | I'm No Hero            | I'm No Hero            | I'm No Hero            | I'm No Hero            | I'm No Hero            | I'm No Hero            | I'm No Hero            | I'm No Hero            | I'm No Hero            | I'm No Hero            | I'm No Hero            | I'm No Hero            | I'm No Hero            | I'm No Hero            | I'm No Hero            | I'm No Hero            | I'm No Hero            | I'm No Hero            | I'm No Hero            | I'm No Hero            | I'm No Hero            | I'm No Hero            | I'm No Hero            | I'm No Hero            | I'm No Hero            | I'm No Hero            | I'm No Hero            | I'm No Hero            | I'm No Hero            | I'm No Hero            | I'm No Hero            | I'm No Hero            | I'm No Hero            | I'm No Hero            | I'm No Hero            | I'm No Hero            | I'm No Hero            | I'm No Hero            | I'm No Hero            | I'm No Hero            | I'm No Hero            | I'm No Hero            | I'm No Hero            | I'm No Hero            | I'm No Hero            | I'm No Hero            | I'm No Hero            | I'm No Hero            | I'm No Hero            | I'm No Hero            | I'm No Hero            | I'm No Hero            | I'm No Hero            | I'm No Hero            | I'm No Hero            | I'm No Hero            | I'm No Hero            | I'm No Hero            | I'm No Hero            | I'm No Hero            | I'm No Hero            | I'm No Hero            | I'm No Hero            | I'm No Hero            | I'm No Hero            | I'm No Hero            | I'm No Hero            | I'm No Hero            | I'm No Hero            | I'm No Hero            | I'm No Hero            | I'm No Hero            | I'm No Hero            | I'm No Hero            | I'm No Hero            | I'm No Hero            | I'm No Hero            | I'm No Hero            | I'm No Hero            | I'm No Hero            | I'm No Hero            | I'm No Hero            | I'm No Hero            | I'm No Hero            | I'm No Hero            | I'm No Hero            | I'm No Hero            | I'm No Hero            | I'm No Hero            | I'm No Hero            | I'm No Hero            | I'm No Hero            | I'm No Hero            | I'm No Hero            | I'm No Hero            | I'm No Hero            | I'm No Hero            | 4              | 80             |                       |                     |